# Château de Saint-Aubin-du-Cormier
Pour les articles homonymes, voir Château de Saint-Aubin.
Le château de Saint-Aubin-du-Cormier est un ancien château médiéval, du XIIIe siècle situé sur la commune Saint-Aubin-du-Cormier dans le département d'Ille-et-Vilaine en Bretagne.
Construit pour assurer la défense de la partie nord-est de la zone frontière du Duché de Bretagne, les Marches de Bretagne, il est démantelé en 1490. Il ne subsiste aujourd'hui que les vestiges du donjon, inscrit au titre des monuments historiques par arrêté du 15 décembre 1926.

## Situation
Le château de Saint-Aubin est situé non loin de la forêt de Rennes, là où se dresse déjà une chapelle dédiée à saint Aubin. Pour l'abbé Guillotin de Corson : « La position du château de Saint-Aubin-du-Cormier est vraiment belle : il est assis sur la crête d'un mamelon d'où les regards plongent sur une large et fertile vallée qui se prolonge, dans ses vertes ondulation, jusqu'aux collines et aux murs de Fougères. »

## Historique
En 1225, Pierre Ier de Bretagne ordonne l'édification d'un château afin de tenir en respect les deux plus puissantes seigneuries du comté de Rennes, Vitré et Fougères. L'enceinte forme un quadrilatère de 100 × 30 mètres avec dix tours.
Après la mort du roi Louis VIII, Pierre Ier change d’allégeance et se bat du côté des anglais et du roi Henri III. Les troupes de l'armée française aux ordres de Louis IX tenteront sans succès un siège en 1231 mais Pierre Ier du remettre la forteresse lorsqu'il se soumet en 1234 au roi de France.
Durant la guerre de Succession de Bretagne, le château est pris par Charles de Blois en 1342 avant d'être remis à Jean IV de Montfort en 1381. Le château fut remanié en 1430 et des remparts furent érigés autour de la ville.
En 1458, Artus Brécart, écuyer du duc de Bretagne Arthur III, connétable de Rennes, capitaine de Mervent, et du Coudray-Salbart, est nommé capitaine de Saint-Aubin-du-Cormier ; il est l'époux de Jacqueline de Bretagne, fille d'Arthur III.
Lors de la campagne de 1488 de la Guerre folle, Louis II de La Trémoille à la tête de l'armée française remonte le Bretagne depuis Nantes. Après avoir pris possession de Fougères, l'armée royale affronte l'armée du duc de Bretagne lors de la bataille de Saint-Aubin-du-Cormier. François II de Bretagne est défait, cinq à six mille soldats bretons perdent la vie contre 1 500 Français, entrainant assez vite la capitulation de la coalition. À la suite du traité du Verger, en août 1488, entre le duc de Bretagne, François II de Bretagne qui se reconnaît vassal du roi de France, Charles VIII, la place est laissée en garantie à ce dernier, le traité sonnant le glas de l'indépendance bretonne.
Charles VIII décide de matérialiser sa victoire en démantelant en 1490 le château, qui aurait pu constituer un point de résistance et parce qu'il demeure « depuis sa construction un symbole fort de la puissance de l'État ducal ». Ce démantèlement « a vraisemblablement été réalisé par la bande d'artillerie dite des lisières de Bretagne, composée de six mille hommes à pied et 400 hommes d'armes, qui a également détruit les fortifications de Dol. Elle compte au minimum vingt canonniers spécialisés et trente et une pièces ». Cette destruction symbolique « vise en réalité à conserver la mémoire de la forteresse » :  selon la tradition locale, le donjon miné sur l'ordre du roi est coupé en deux, la face Est tournée vers le royaume de France victorieuse étant conservée pour accentuer l'humiliation des Bretons. En réalité, il a été démoli par la moitié en hauteur par ce minage, seule la face Nord (et non la face Est) subsiste aujourd'hui.

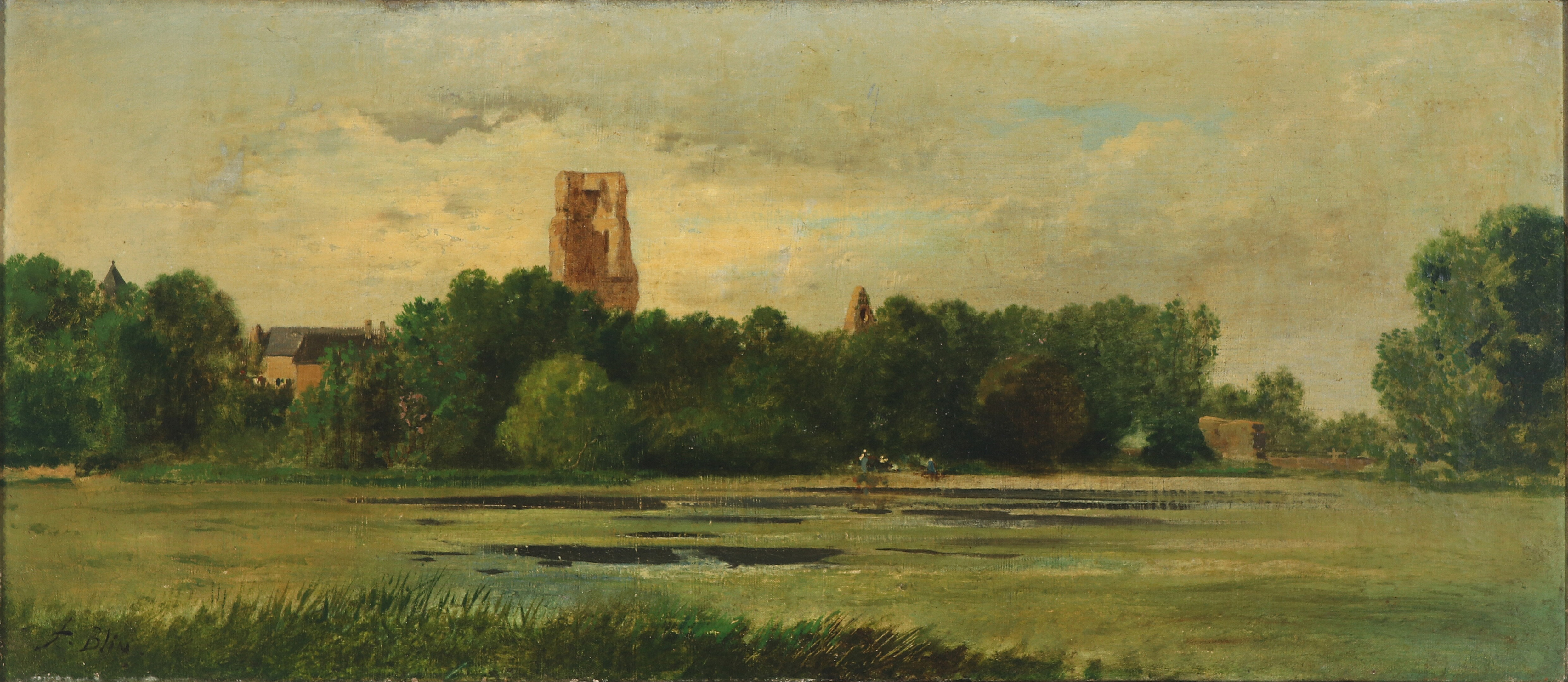
La ruine du château de Saint-Aubin-du-Cormier peint par le peintre rennais Francis Blin.

## Description
« Le château se composait d'un quadrilatère de 86 et 96 mètres de longueur sur 30 mètres de largeur ; il était flanqué de 10 tours circulaires et d'un donjon au sud-ouest du quadrilatère… Le donjon de Saint-Aubin-du-Cormier possède des murs de 3, 5 mètres d'épaisseur ; il s'élève sur cinq niveaux et mesurait 50 pieds de haut, soit environ 15, 5 mètres. Le rez-de-chaussée est complètement aveugle ; au premier étage, il existe une cheminée équipée d'un four. La salle du premier étage, niveau par lequel se faisait l'entrée dans le donjon, est dotée d'une cheminée et d'une fenêtre à cousièges. Des latrines se trouvent au second étage tandis que le troisième étage, probablement ajouté au 14e siècle, possédait un chemin de ronde ».

## Légendes
Comme la plupart des forteresses, le château de Saint-Aubin-du-Cormier est l'objet de légendes nées à l'époque romantique au XIXe siècle, et encore vivaces dans la population locale. Parmi ces légendes recueillies par des folkloristes tels que Paul Sébillot ou Adolphe Orain, l'une d'elles fait assister Anne de Bretagne « à la bataille de Saint-Aubin, même si, à ce moment précis, elle était loin du lieu où se décidait la destinée bretonne. Selon cette légende, après la défaite de l'armée bretonne, elle aurait tenté de se sauver par le souterrain du château de Saint-Aubin et, pour cela, elle avait fait ferrer son cheval à l'envers. Ainsi ses poursuivants firent d'abord fausse route. Mais elle fut vendue par son valet, qui paya cher sa trahison, puisqu'on le tua quelque temps après ».

## Lieu de tournage
En octobre 2018, l'équipe de l'émission Secrets d'Histoire a tourné plusieurs séquences au château dans le cadre d'un numéro consacré à Anne de Bretagne.